# ران براون
ران براون (انگلیسی: Ron Brown; ۱ اوت ۱۹۴۱ – ۳ آوریل ۱۹۹۶) سیاست‌مدار اهل ایالات متحده آمریکا بود.
وی همچنین برندهٔ جوایزی همچون مدال ملی فناوری و نوآوری شده‌است.